# Martin Knoller

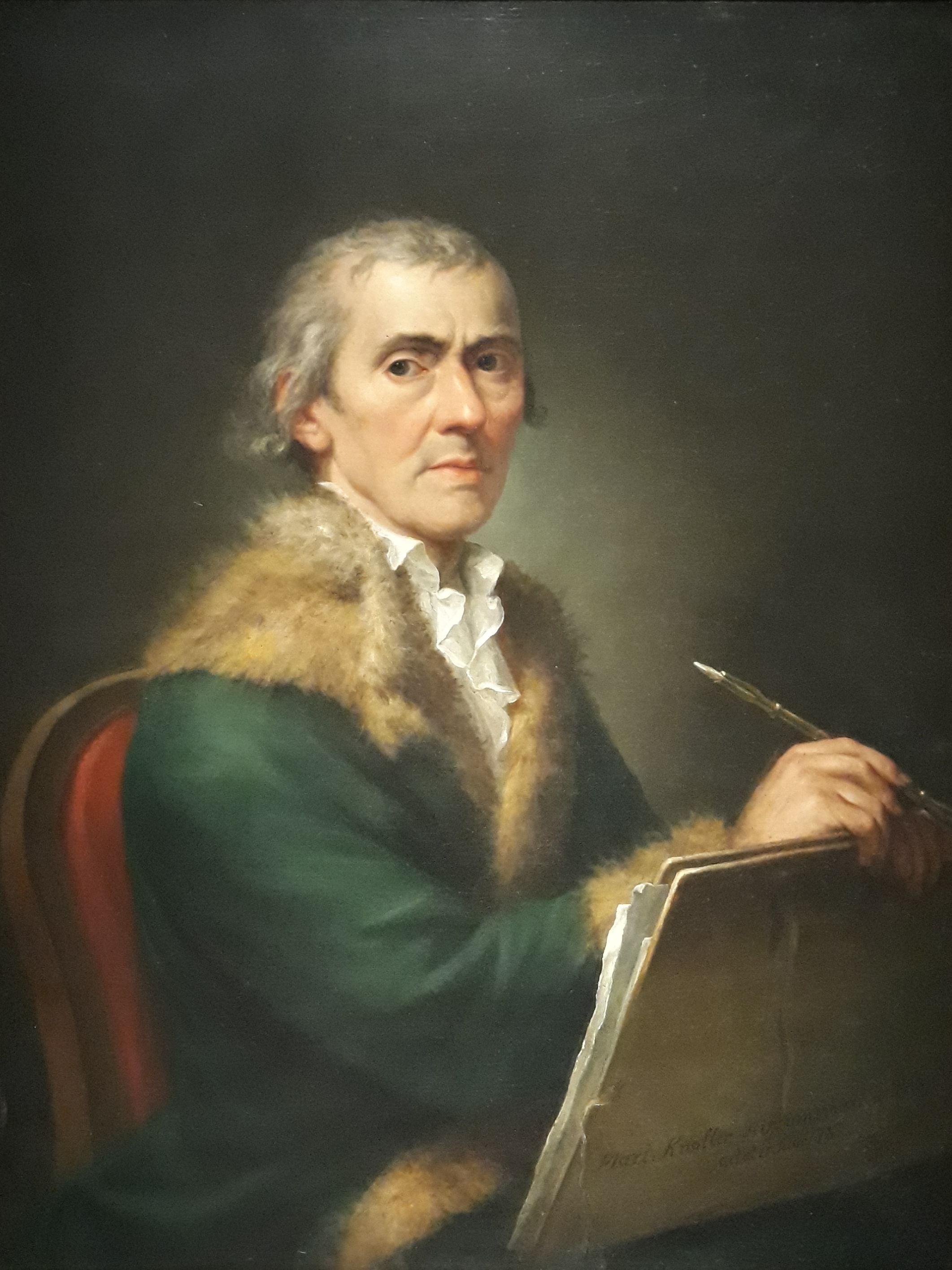
Autoritratto di Martin Knoller, 1803 (Olio su tela, 97 × 74,5 cm) Milano, Pinacoteca di Brera.

Martin Knoller (Steinach am Brenner, 18 novembre 1725 – Milano, 24 luglio 1804) è stato un pittore e docente austriaco, considerato uno dei più grandi affrescatori dell'area austriaca del suo tempo.

## Biografia

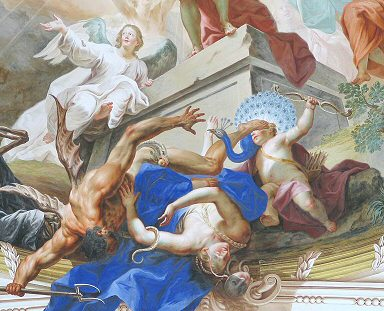
Abbazia benedettina di Neresheim

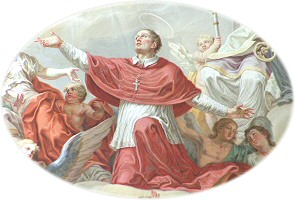
San Carlo Borromeo (Chiesa di San Carlo a Volders)

Tra i suoi maestri il più significativo fu Paul Troger, assieme al quale andò a Salisburgo e Vienna. Il suo primo affresco risale al 1754, realizzato nella parrocchiale di Anras, nel Tirolo Orientale, ancora pienamente sotto l'influsso di Troger. Venne sepolto nel Cimitero della Mojazza, a Milano, fuori Porta Comasina.
Nel 1755 si recò a Roma, dove fu fortemente influenzato dal classicismo. A Roma i suoi maestri furono Anton Raphael Mengs e Johann Joachim Winckelmann. Nelle sue opere Knoller si posiziona fra barocco, rococò e classicismo, sebbene quest'ultimo prevalga maggiormente nei dipinti piuttosto che negli affreschi.
Suo più grande mecenate fu Carlo Giuseppe di Firmian, ministro plenipotenziario di Maria Teresa d'Austria in Lombardia, ed assai numerose sono le opere di Knoller da lui commissionate. Lo stesso Knoller sposerà una donna di Milano, figlia di un commerciante, e qui si stabilirà, divenendo anche professore alla locale Accademia di Belle Arti. 
Nelle opere di Knoller si trovano di frequente gruppi di figure, in cui quella principale si trova chiaramente in primo piano. Tipica dell'artista è una freschezza e varietà di colori, che si riconosce soprattutto nei panneggi luminosi. La pittura barocca consiste volentieri nella rappresentazione di gruppi di figure in movimento, nei quali il singolo tende ad annullarsi, ma in Knoller prevale l'individuo. Nelle sue opere egli tende ad un rigido classicismo: i colori sono meno potenti, le figure spesso un po' allungate, la composizione chiara e ben ordinata. Gli manca il pathos barocco. Nelle sue architetture è un maestro della prospettiva. Nelle figure predilige angoli visuali e atteggiamenti non banali. Bellezza significa per lui chiarezza nel colore e nella raffigurazione.

## Opere

### Affreschi
- 1754 - Parrocchiale di Anras (Tirolo Orientale)
- 1765 - Chiesa di S. Carlo a Volders (Tirolo)
- 1769 - Chiesa del monastero di Ettal (Baviera)
- 1770-1775 - Abbazia di Neresheim (Baden-Württemberg)
- 1772-1775 - Abbazia di Muri-Gries a Bolzano (Alto Adige)
- 1785-1786 - Palazzo Thurn und Taxis a Innsbruck (Tirolo)
- Palazzo Reale, Milano

### Pale d'altare
- 1758 - Chiesa di Santa Maria dell'Anima a Napoli
- Chiesa di San Carlo a Volders
- Chiesa dell'ordine dei Servi di Maria a Innsbruck
- Parrocchiale di Steinach am Brenner
- Parrocchiale di Malles Venosta (Bolzano)
- 1788, Pale d'altare della Chiesa monastica del Monastero di Benediktbeuern, Baviera